# Kardzjali (stad)
Kardzjali of Kardzhali (Bulgaars: Кърджали, Turks: Kırcaali) is een stad en een gemeente in de oostelijke Rhodopen, nabij de Rodopegebergte in Bulgarije. Het is tevens de hoofdstad van de oblast Kardzjali. Ook bevindt de Kardzhali Dam in de buurt van de stad. Volgens de laatste telling in 2020 heeft de stad ongeveer 44.000 inwoners. Kardzjali en Razgrad zijn de twee oblasten waarbij de Bulgaarse Turken in de meerderheid zijn.

## Geografie

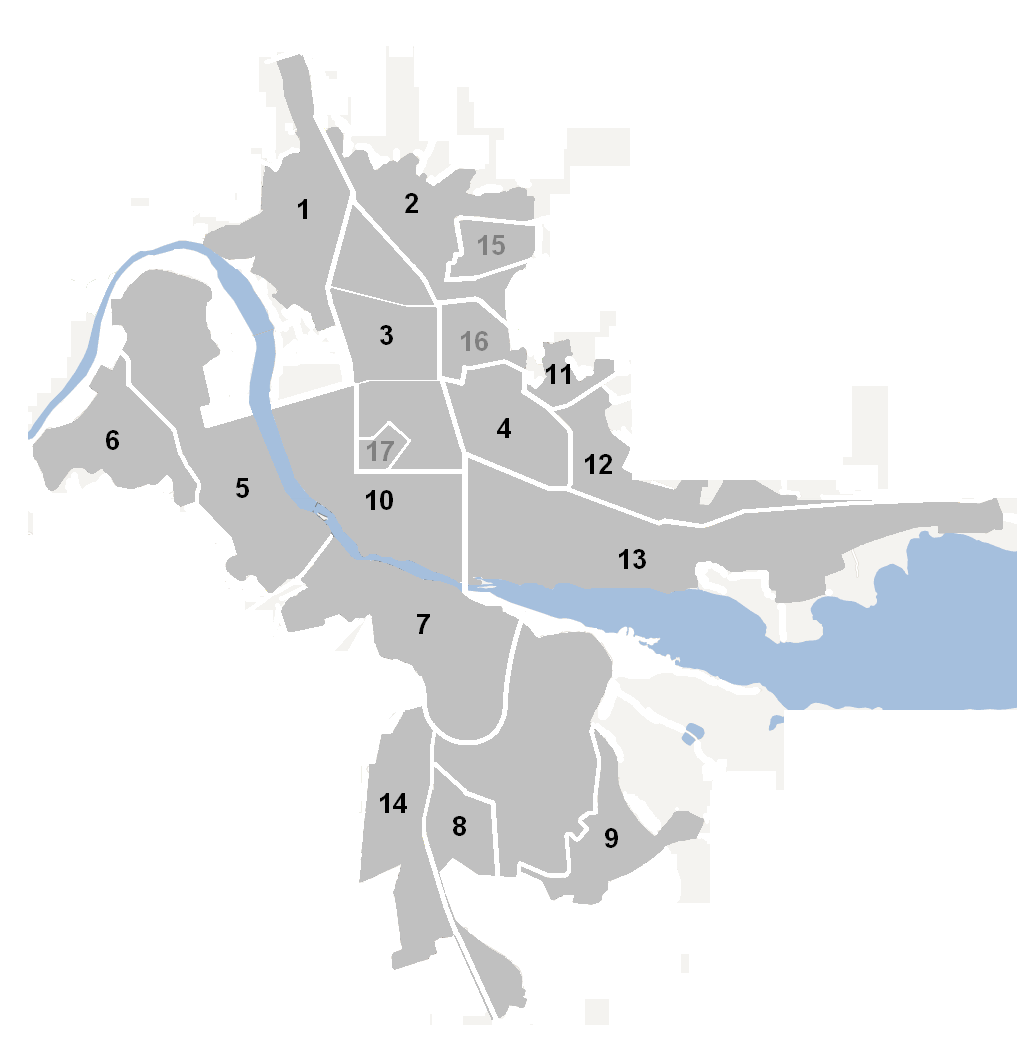
Plattegrond van de wijken van de stad Kardzjali

Kardzjali ligt in het meest oostelijke deel van Rodopegebergte, op beide oevers van de rivier de Arda tussen de Kardzhali Reservoir in het westen en de Studen Kladenets Reservoir naar het oosten. De stad heeft een oppervlakte van ongeveer 31 km² en ligt op 260 km (162 mijl) ten zuidoosten van Sofia.
De gemeente Kardzjali is gelegen in het centrale en noordoostelijke deel van de oblast Kardzjali. Met een oppervlakte van 574,742 km² is het de tweede van de 7 gemeenten van de oblast, oftewel 17,9% van het grondgebied van het district. De grenzen zijn als volgt:
- in het zuidoosten - de gemeente Kroemovgrad en de gemeente Momtsjilgrad;
- in het zuidwesten - gemeente Dzjebel;
- in het westen - gemeente Ardino;
- in het noordwesten - gemeente Tsjernootsjene;
- in het noordoosten - gemeente Chaskovo, oblast Chaskovo;
- in het oosten - gemeente Stambolovo, oblast Chaskovo.

### Klimaat
Het is het hele jaar door overwegend droog, met december als natste maand met maximaal tien dagen regen. De stad heeft hete zomers en koude winters.
| Maand                          | jan   | feb   | mrt   | apr  | mei  | jun  | jul  | aug  | sep  | okt  | nov   | dec   | Jaar  |
| ------------------------------ | ----- | ----- | ----- | ---- | ---- | ---- | ---- | ---- | ---- | ---- | ----- | ----- | ----- |
| Hoogste maximum (°C)           | 20,6  | 22,3  | 29,2  | 33,0 | 36,5 | 38,8 | 43,2 | 42,1 | 38,0 | 36,1 | 26,5  | 21,7  | 43,2  |
| Gemiddeld maximum (°C)         | 5,2   | 8,0   | 11,9  | 18,2 | 23,3 | 27,1 | 30,7 | 30,7 | 26,3 | 19,6 | 13,2  | 7,8   | 18,5  |
| Gemiddelde temperatuur (°C)    | 0,8   | 3,0   | 6,2   | 12,0 | 16,8 | 20,5 | 23,4 | 23,1 | 18,7 | 13,2 | 8,4   | 3,7   | 12,5  |
| Gemiddeld minimum (°C)         | −3,0  | −1,5  | 1,3   | 6,0  | 10,4 | 13,8 | 16,0 | 15,3 | 11,7 | 7,7  | 4,3   | 0,0   | 6,8   |
| Laagste minimum (°C)           | −26,5 | −26,0 | −18,0 | −8,2 | 0,3  | 5,2  | 6,4  | 5,8  | −1,5 | −6,6 | −15,0 | −19,2 | −26,5 |
| Regendagen (dag)               | 11,9  | 10,9  | 10,1  | 9,0  | 9,4  | 6,0  | 4,1  | 2,2  | 5,0  | 9,2  | 7,7   | 13,0  | 98,5  |
| Relatieve luchtvochtigheid (%) | 81,7  | 77,5  | 74,2  | 71,6 | 69,2 | 67,1 | 59,3 | 57,3 | 65,1 | 75,8 | 78,8  | 83,7  | 71,7  |
| Bron: climatebase.ru           |       |       |       |      |      |      |      |      |      |      |       |       |       |

## Bevolking

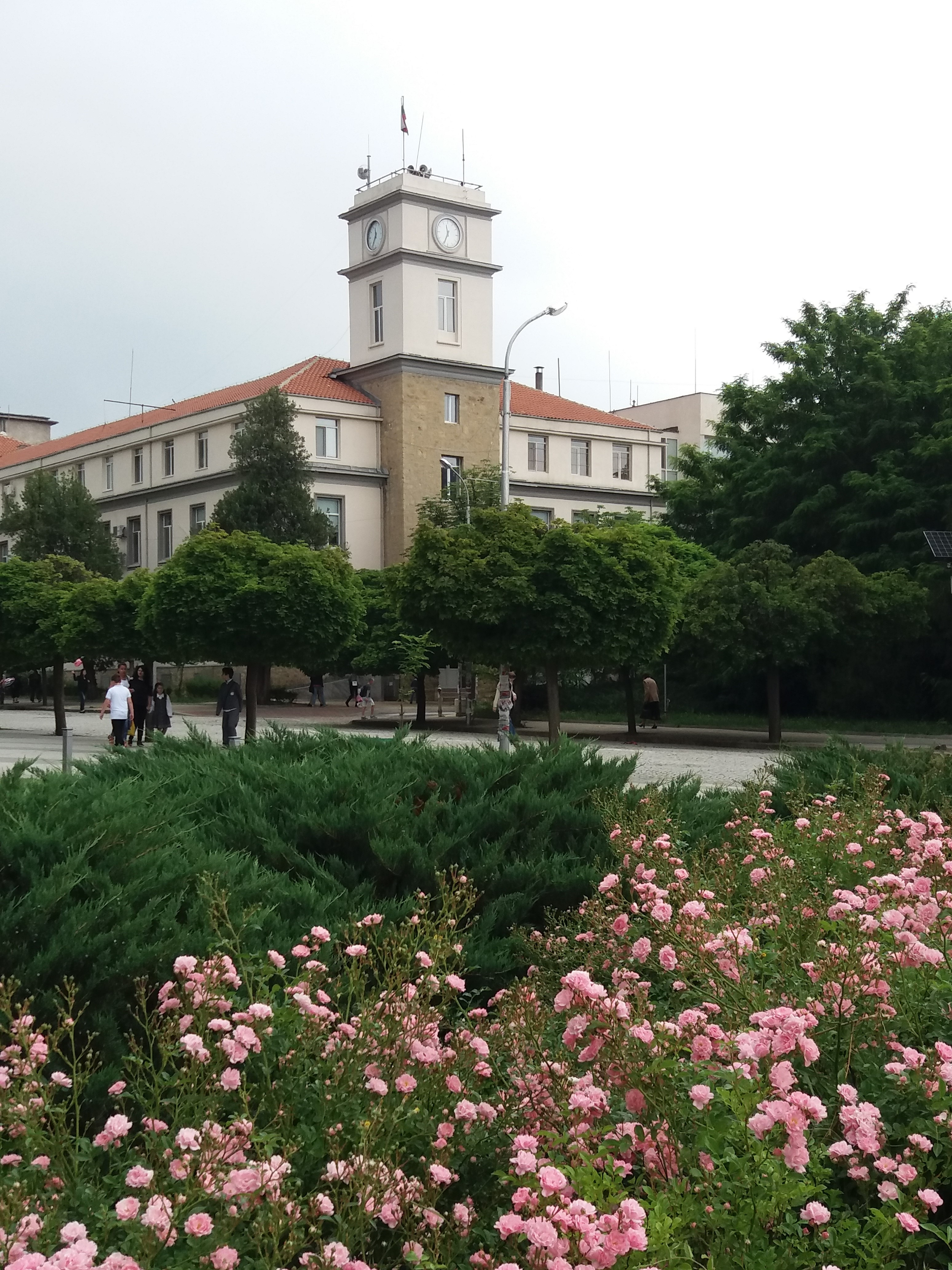
Oude klokkentoren van Kardzjali

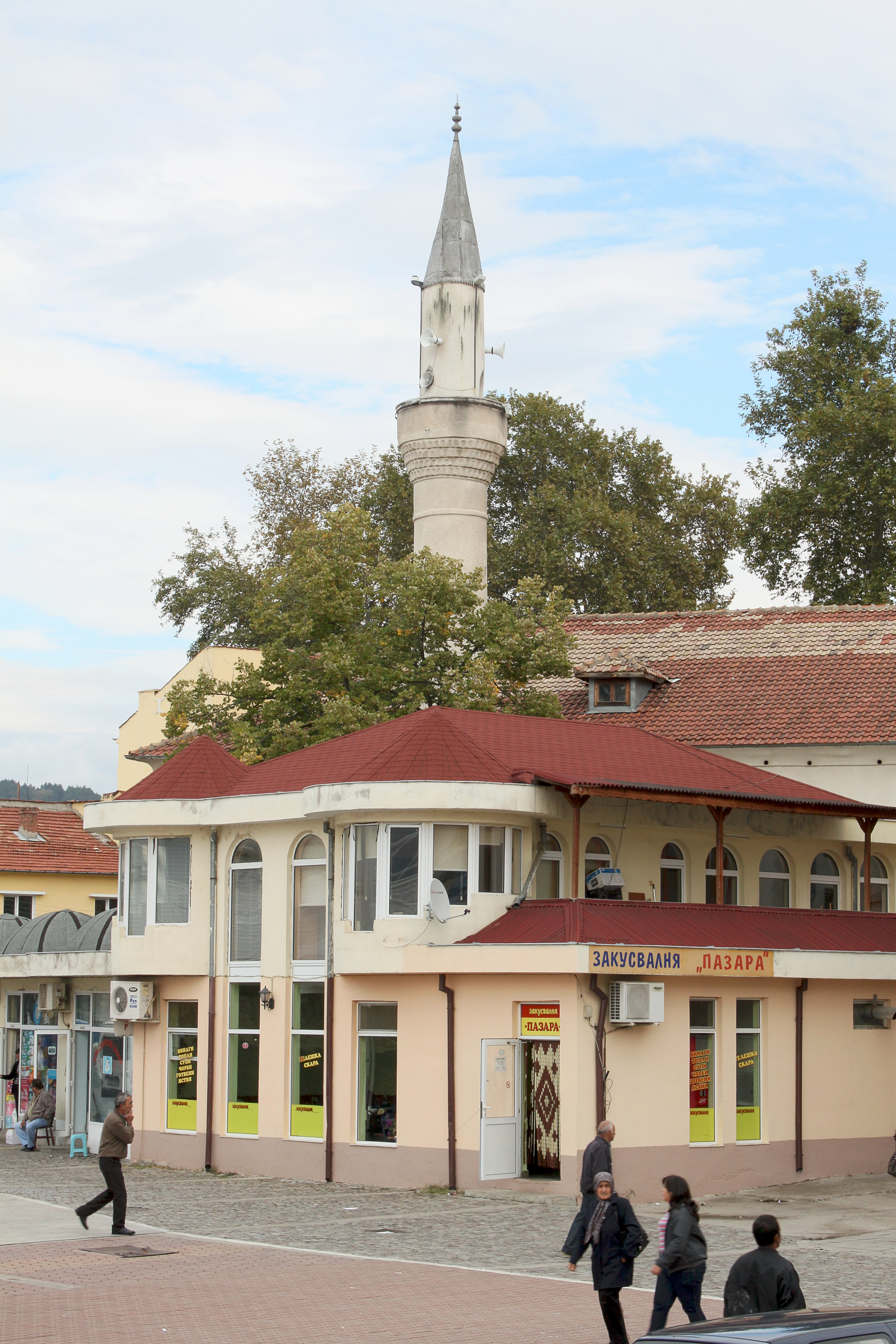
Moskee in Kardzjali

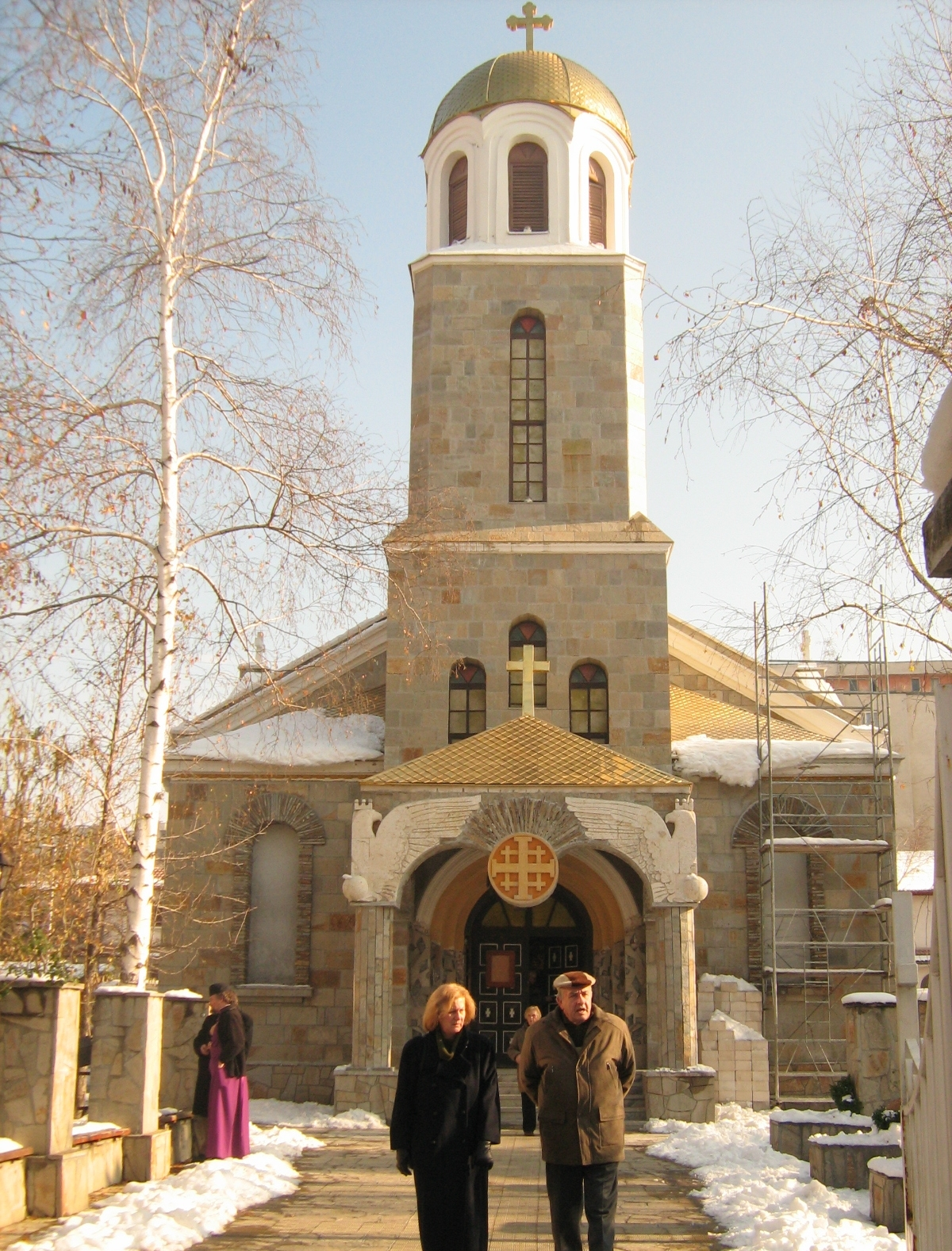
Orthodoxe Kerk in Kardzjali

De stad Kardzjali had bij een schatting van 2020 een inwoneraantal van 44.123 personen. Dit waren 243 mensen (0,55%) meer dan bij de officiële census van februari 2011. De gemiddelde jaarlijkse groei in die periode komt daarmee uit op 0,06%, hetgeen hoger is dan het landelijk jaarlijks gemiddelde over deze periode (−0,63%). Tijdens de Ottomaanse tijd vóór 1912 was het grootste deel van de bevolking van de stad moslims (voornamelijk Turken, maar ook islamitische Bulgaren en islamitische Roma). Na de Tweede Balkanoorlog en de Eerste Wereldoorlog vestigden Bulgaarse christelijke vluchtelingen uit Oost- en West-Thracië zich in Kardzhali. Sommige Turken vertrokken onmiddellijk naar de laatste gebieden onder Ottomaanse Rijk in 1913 als reactie op de Bulgaarse terugkeer naar hun land. Tussen 1913 en 1989 vonden er grote emigraties van Turken plaats als gevolg van de verdragen tussen Bulgarije en Turkije. Met name in 1989 - toen er een maximum van 55.112 inwoners werden geregistreerd - vond de grootste emigratie naar Turkije plaats, vanwege de door de staat gesteunde Revival Proces waarbij etnische Turken werden gebulgariseerd. De Turken werden verplicht om te assimileren en moesten onder andere hun naam veranderen, zo werden de Slavische uitgangen -ev, -ov achter de achternamen geplakt. Hierdoor kregen de etnische Turken in Bulgarije namen als Hasanov, Ahmetov, Aliyev. Hierdoor nam de bevolking van de regio in 1989 drastisch af (zie: onderstaande grafiek).

### Etniciteit
De oblast van Kardzjali heeft de hoogste percentage etnische Turken in Bulgarije volgens de census van 2011. Volgens tellingen waarbij er werd gevraagd op etnische achtergrond heeft de gemeente Kardzjali een Turkse meerderheid van 55,5%, terwijl de Bulgaren 40,5% van de bevolking vormen. In 2001 was de verdeling van de gemeente nog 53% Turken, 42% Bulgaren en in 1992 nog 54% Turken, 43% Bulgaren. Tegenwoordig is de gemeentelijke overheid dan ook voornamelijk in handen van de Turkse gedomineerde Beweging voor Rechten en Vrijheden. De etnische Bulgaren wonen vooral in de stad Kardzjali, terwijl de Turken vooral op het platteland wonen.
| Etnische groep   | volkstelling 1992 | volkstelling 1992 | volkstelling 2001 | volkstelling 2001 | volkstelling 2011 | volkstelling 2011 | volkstelling 2011  |
| Etnische groep   | Aantal            | %                 | Aantal            | %                 | Aantal            | % (totaal)        | % (gespecificeerd) |
| ---------------- | ----------------- | ----------------- | ----------------- | ----------------- | ----------------- | ----------------- | ------------------ |
| Bulgaren         | 32.834            | 43,11             | 30.209            | 43,26             | 24.285            | 36,00             | 40,51              |
| Turken           | 41.383            | 54,34             | 36.980            | 52,96             | 33.276            | 49,33             | 55,50              |
| Roma             | 1.166             | 1,53              | 938               | 1,34              | 1.013             | 1,50              | 1,70               |
| Andere groepen   | 410               | 0,54              | 295               | 0,42              | 225               | 0,33              | 0,38               |
| Onbekend         | 362               | 0,48              | 1.016             | 1,45              | 1.155             | 1,71              | 1,93               |
| Ongespecificeerd | .                 | .                 | 392               | 0,56              | 7.506             | 11,13             | .                  |
| Totaal           | 76.155            | 100,00            | 69.830            | 100,00            | 67.460            | 100,00            | 100,00             |

### Religie
De laatste volkstelling werd uitgevoerd in februari 2011 en was optioneel. Van de 67.460 inwoners reageerden er 53.867 op de volkstelling. Van deze 53.867 respondenten waren er 28.463 moslim, oftewel 52,8% van de bevolking. Daarnaast was ongeveer 37,1% van de bevolking christelijk, waarvan de Bulgaars-Orthodoxe Kerk met 19.982 aanhangers de grootste is. De rest van de bevolking had een andere geloofsovertuiging of was niet religieus. 
| Religieuze samenstelling in februari 2011 | Religieuze samenstelling in februari 2011 | Religieuze samenstelling in februari 2011 | Religieuze samenstelling in februari 2011 | Religieuze samenstelling in februari 2011 |
| ----------------------------------------- | ----------------------------------------- | ----------------------------------------- | ----------------------------------------- | ----------------------------------------- |
|                                           |                                           |                                           |                                           |                                           |
| Bulgaars-Orthodoxe Kerk                   | Bulgaars-Orthodoxe Kerk                   |                                           | 37,10%                                    | 37,10%                                    |
| Katholieke Kerk                           | Katholieke Kerk                           |                                           | 0,31%                                     | 0,31%                                     |
| Protestantisme                            | Protestantisme                            |                                           | 0,32%                                     | 0,32%                                     |
| Islam                                     | Islam                                     |                                           | 52,84%                                    | 52,84%                                    |
| Geen                                      | Geen                                      |                                           | 1,53%                                     | 1,53%                                     |
| Anders/ Onbekend                          | Anders/ Onbekend                          |                                           | 7,90%                                     | 7,90%                                     |

## Gemeentelijke kernen

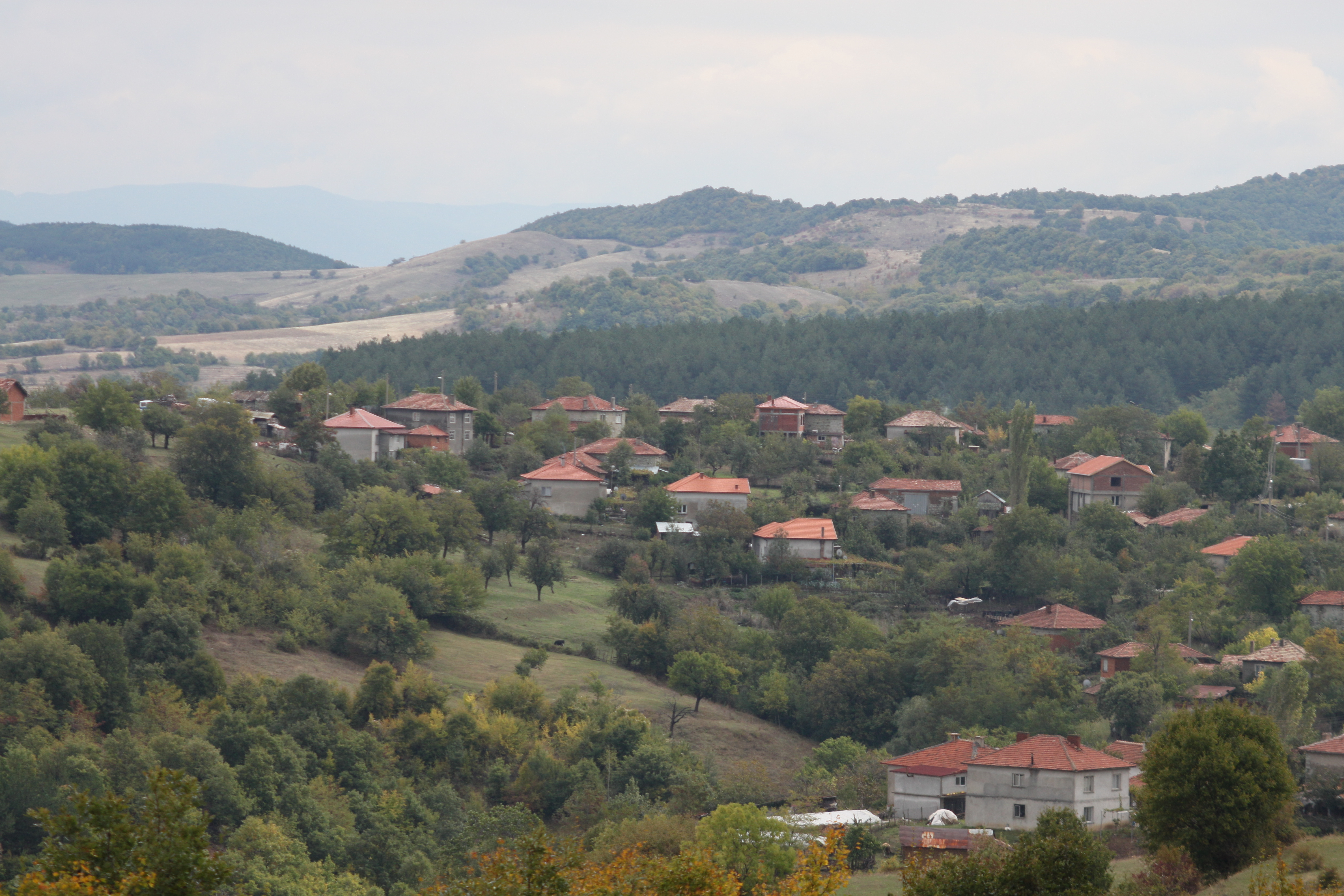
Het dorp Basjtino

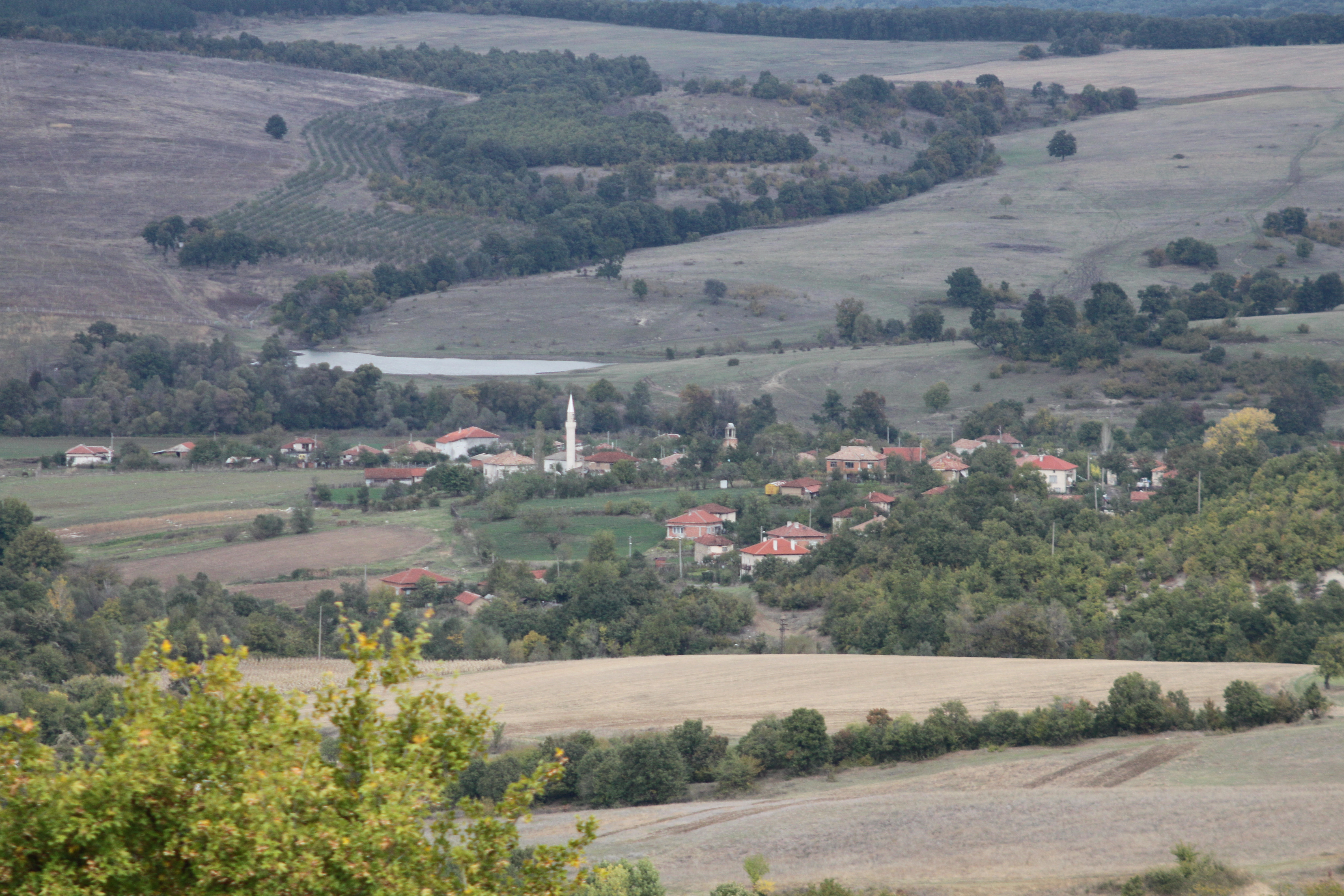
Het dorp Roedina

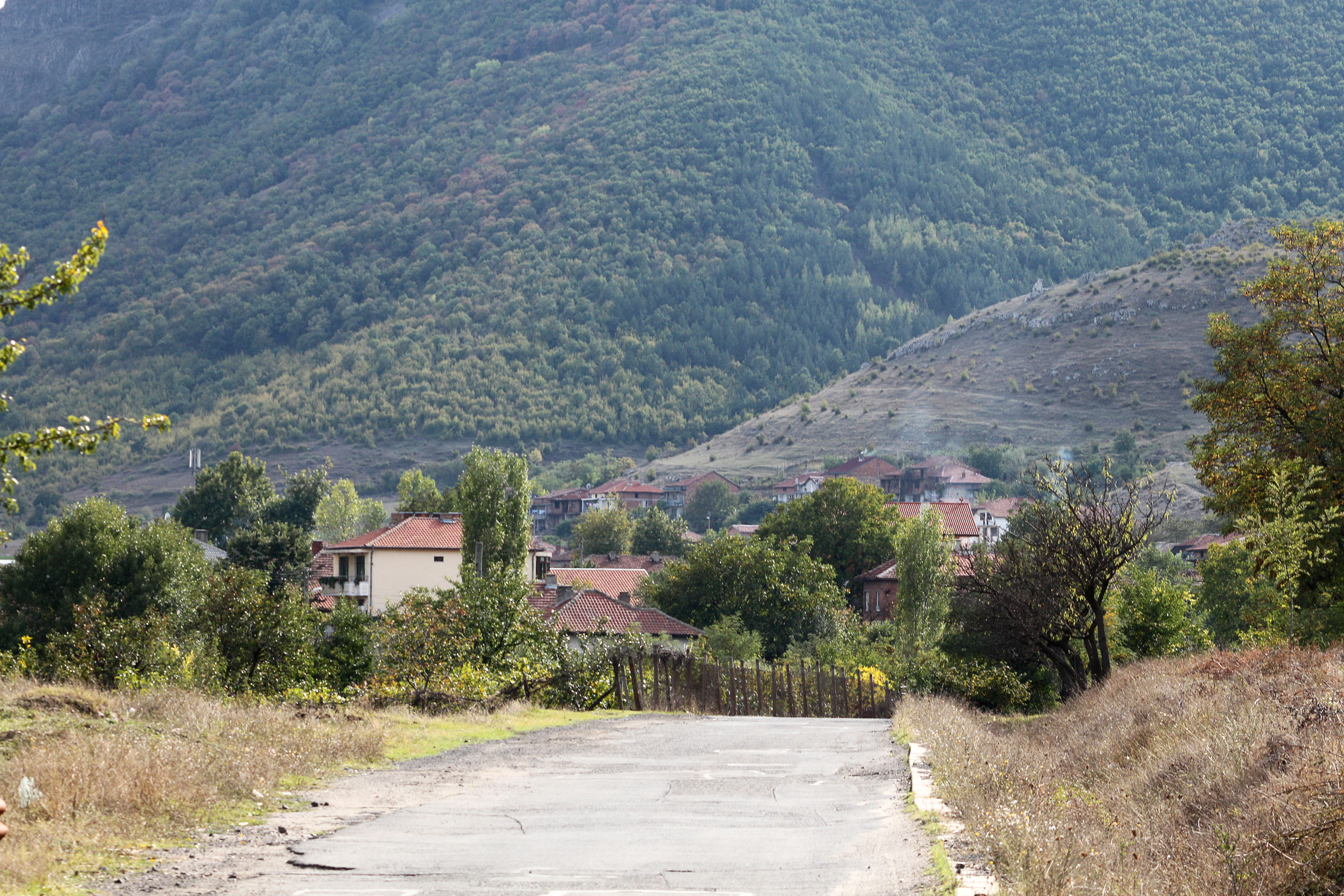
Het dorp Sjiroko Pole

De gemeente Kardzjali bestaat uit 118 nederzettingen: de stad Kardzjali en 117 dorpen. 
- Ajrovo
- Bagra
- Basjtino
- Beli Plast
- Blenika
- Bojno
- Boljartsi
- Bozjak
- Brosj
- Bjala Poljana
- Bjalka
- Tsarevets
- Tsjegantsi
- Tsjeresjitsa
- Tsjerna Skala
- Tsjernjovtsi
- Tsjiflik
- Tsjilik
- Dangovo
- Dazjdino
- Dazjdovnitsa
- Dobrinovo
- Dolisjte
- Dolna Krepost
- Entsjets
- Gaskovo
- Glavatartsi
- Gloechar
- Gnjazdovo
- Goljama Bara
- Gorna Krepost
- Chodzjovtsi
- Ilinitsa
- Ivantsi
- Jarebitsa
- Jastreb
- Kalinka
- Kalojantsi
- Kardzjali
- Kamenartsi
- Kjosevo
- Kobiljane
- Kokitsje
- Kokosjane
- Konevo
- Kostino
- Krajno Selo
- Krin
- Kroesjevska
- Kroesjka
- Lavovo
- Lisitsite
- Ljoeljakovo
- Madrets
- Majstorovo
- Makedontsi
- Martino
- Miladinovo
- Most
- Moergovo
- Nenkovo
- Nevestino
- Ochljoevets
- Opaltsjensko
- Oresjnitsa
- Ostrovitsa
- Padartsi
- Pantsjevo
- Penjovo
- Pepelisjte
- Perperek
- Petlino
- Povet
- Prileptsi
- Propast
- Rani List
- Rezbartsi
- Ridovo
- Roedina
- Svatbare
- Sedlovina
- Sestrinsko
- Sevdalina
- Sipej
- Sjiroko Pole
- Skalisjte
- Skalna Glava
- Skarbino
- Snezjinka
- Sokolsko
- Sokoljane
- Solisjte
- Sredinka
- Staro Mjasto
- Strachil Vojvoda
- Strazjevtsi
- Stremtsi
- Stremovo
- Tatkovo
- Topoltsjane
- Tri Mogili
- Varbentsi
- Velesjani
- Visjegrad
- Visoka
- Visoka Poljana
- Volovartsi
- Zajtsino
- Zelenikovo
- Zimzelen
- Zjinzifovo
- Zjitarnik
- Zornitsa
- Zvantsje
- Zvanika
- Zvezdelina
- Zvezden
- Zvinitsa

## Geboren
- Tahsin Özgüç (1916-2005), Turks archeoloog
- Halil Mutlu (1973), Turks gewichtheffer
- Emin Nouri (1985), Zweeds voetballer
- Gürhan Gürsoy (1987), Turks voetballer
- Elitsa Kostova (1990), tennisspeelster

## Zustersteden
Kardzjali is verzusterd met de volgende steden:
- East Staffordshire, Verenigd Koninkrijk
- Edirne, Turkije
- Elkhart, United States
- Filippoi, Griekenland
- Gaziosmanpaşa (Istanbul), Turkije
- Komotini, Griekenland
- Silivri, Turkije
- Soufli, Griekenland
- Tekirdağ, Turkije
- Vladimir, Rusland
- Kukës, Albanië